# Launi Meili
Launi Kay Meili (* 4. Juni 1963 in Spokane) ist eine ehemalige US-amerikanische Sportschützin.

## Erfolge
Launi Meili nahm an zwei Olympischen Spielen teil. 1988 belegte sie in Seoul mit dem Luftgewehr den sechsten Platz, im Dreistellungskampf mit dem Kleinkaliber-Gewehr wurde sie Siebte. Bei den Olympischen Spielen 1992 in Barcelona schoss sie im Dreistellungskampf in der Qualifikation mit 587 Punkten einen neuen Olympiarekord. Im Finale gelangen ihr weitere 97,3 Punkte, sodass sie mit insgesamt 684,3 Punkten, was ebenfalls Olympiarekord war, vor Nonka Matowa und Małgorzata Książkiewicz die Goldmedaille gewann. Die Luftgewehr-Konkurrenz schloss sie auf dem elften Rang ab.
Bei Weltmeisterschaften gelang ihr vier Medaillengewinne mit der Mannschaft: 1990 in Moskau wurde sie mit dem Luftgewehr Weltmeisterin, mit dem Kleinkalibergewehr sicherte sie sich im liegenden Anschlag Bronze und im Dreistellungskampf Silber. Im Jahr darauf gewann sie in Stavanger mit der Luftgewehr-Mannschaft Bronze. Auch bei Panamerikanischen Spielen war sie sehr erfolgreich. 1987 gewann sie in Indianapolis sowohl im Dreistellungskampf mit dem Kleinkalibergewehr als auch mit dem Luftgewehr Silber in der Einzelkonkurrenz. Vier Jahre darauf schloss sie den Einzelwettbewerb mit dem Luftgewehr erneut auf dem Silbermedaillenrang ab. In den Mannschaftswettbewerben folgten drei Goldmedaillen: mit dem Luftgewehr sowie mit dem Kleinkalibergewehr im liegenden Anschlag und im Dreistellungskampf gehörte Meili zur siegreichen Mannschaft.
Nach den Olympischen Spielen 1992 beendete Meili ihre Karriere und begann als Trainerin zu arbeiten. Parallel schloss sie ein Studium an der Eastern Washington University ab und erwarb anschließend im Jahr 2001 einen Masterabschluss in Sportpsychologie an der University of Idaho. Von 1997 bis 2000 war sie Assistenztrainerin der US-amerikanischen Nationalmannschaft, danach betreute sie die Schieß-Mannschaften der University of Nebraska und der Air Force Academy. Meili ist Mitglied der Hall of Fame der International Shooting Sport Federation.